# Пегуша (Вологодская область)
Пегуша — деревня в Шекснинском районе Вологодской области.
Входит в состав сельского поселения Фоминского, с точки зрения административно-территориального деления — в Фоминский сельсовет.
Расстояние по автодороге до районного центра Шексны — 54 км, до центра муниципального образования Фоминского — 2 км. Ближайшие населённые пункты — Ефимово, Воронцово, Велюшево.
По переписи 2002 года население — 1 человек.